# کنی ۲۰۱۲
کُنی ۲۰۱۲ (به انگلیسی: Kony 2012) فیلم کوتاه مستند ساخته سازمان کودکان نامرئی است که در ۵ مارس ۲۰۱۲ منتشر شد. جیسون راسل فیلمساز آمریکایی هدف از تهیهٔ این فیلم را متوقف کردن جنایات ارتش مقاومت پروردگار در اوگاندا و بازداشت رهبر آن، جوزف کنی و محاکمه او در دیوان کیفری بین‌المللی اعلام کرده و گفته که این فیلم تا پایان دسامبر ۲۰۱۲ اعتبار دارد. این فیلم به امید دستگیری جوزف کنی تا پایان سال ۲۰۱۲، کنی ۲۰۱۲ نامگذاری شده است. منتقدان معتقدند که این فیلم ساده و سطحی است و صرفاً هدف تبلیغاتی برای کارگردان آن دارد.
کنی ۲۰۱۲ پنج روز پس از انتشارش در یوتیوب بیش از ۶۵ میلیون و تا تاریخ ۲۴ ژوئن ۲۰۱۲ بیش از ۹۰ میلیون بازدیدکننده داشته است. در ابتدای این فیلم، جیسون راسل قطعه عکسی را به پسرش نشان می‌دهد و می‌پرسد او کیست. تصویر مربوط است به نوجوانی سیاه‌پوست که جیکوب معرفی می‌شود. در ادامه به معرفی جوزف کنی، رهبر ارتش مقاومت پروردگار و جنایت‌های او به ویژه علیه کودکان و نوجوانان می‌پردازد. جیسون راسل توضیح می‌دهد برای مبارزه با بردگی نوجوانان در اوگاندا دست به تلاش‌هایی مختلف زده و سرانجام سازمانی به نام «کودکان نامرئی» بنیان نهاده است.